# Dobri János
Dobri János (Brassó, 1914. november 23. – Kolozsvár, 1990. október 1.) református lelkész, teológiatanár, cserkészvezető.

## Gyermekkor és tanulmányi évek
Hétgyermekes brassói családból származik. Édesapja vasúti kalauz volt.
Jánost, a legkisebb gyermeket, a református elemi iskola elvégzése után, 1925-ben a brassói katolikus főgimnáziumba íratták be. Diákként év közben tanítványokat vállalt, a nyári szünidő egy részében pedig egy gyárban dolgozott, hogy így könnyítsen családja anyagi helyzetén. A gimnáziumban szerettette meg a cserkészetet, amelyhez azután hosszú éveken át hű maradt. 1932-ben érettségizett. Az érettségit követően – betegség miatt – nem tudott azonnal továbbtanulni, de a Ifjúsági Keresztény Egyesület (IKE) tagjaként megszervezte a brassói református felsőkereskedelmi iskola cserkészcsapatát.
1934-ben kezdte meg tanulmányait Kolozsvárott a Református Teológián, ahol jeles eredménnyel végzett 1938-ban.

## Fiatal lelkészi és cserkészvezetői évek
Segédlelkészként mint hittantanár és a vasárnapi iskola vezetője, sokat foglalkozott az ifjúsággal, elsősorban a cserkészmozgalom keretein belül. Már 1936-ban, teológus-hallgató korában, a Brassó melletti Pojanán rendezett nemzeti dzsemborin, kapcsolatba került a magyarországi cserkészmozgalommal. Ez a kapcsolat a későbbiekben sem szakadt meg. Nem csak ő végzett vezetőképzőt a hárshegyi cserkésztáborban, hanem az elkövetkezendő években a saját cserkészei közül is rendszeresen juttatott ki fiukat a magyar cserkészekhez. Az otthoni, a kolozsvári foglalkozásokon is arra törekedett, hogy megismertesse a fiatalokkal „a magyar cserkészmozgalom célkitűzéseit, a magyar társadalom problémáit (egyke, földreform, a német befolyás káros hatása stb.). Felhívta a figyelmüket a népi írókra: Kovács Imre, Szabó Dezső, Illyés Gyula, Németh László műveit ajánlotta olvasásra. Nagy jelentőségű volt ez a világnézeti kiképzés, meghatározta a fiúk későbbi gondolkozását.” A foglalkozásokat a Kolozsvári Református Kollégium „Bagolyvárnak” nevezett cserkészotthonában, a Farkas utcai templom csonka tornyában tartották. 1937-ben a román állam betiltotta a cserkészmozgalmat, de a foglalkozásokat titokban tovább folytatták. Dobri János kezdeményezésére népitánc-csoport alakult, és a magyar népdalkincs elsajátítására is nagy hangsúlyt fektettek. A szervezett népdaltanulásban Domokos Pál Péter segítségét vette igénybe. Miután 1939-ben a román városvezetőség kitiltotta a magyar iskolásokat a sportlétesítményekből, szerzett egy üres telket, és ezen az ő irányításával hoztak létre egy sporttelepet, amely később cserkész-sporttelepként működött. A következő évben a Lombi tetőn, erdei cserkészparkot létesítettek, ahol vezetőképző- és csapattáborokat rendeztek.
1939-ben részt vett a Bánffy Miklós vezetésével megalakult Romániai Magyar Népközösség, majd a Kolozsvári Tízes Szervezet munkájában. A második bécsi döntést követően cserkészeinek nagy szerepe volt abban, hogy a román hatóságok távozását követő és a magyar csapatok bevonulását megelőző napokban nem történt komolyabb rendbontás Kolozsvárott.
1940-1941 között először Zilahon, majd Kolozsvárott teljesített segédlelkészi szolgálatot; és részben emellett, 1939-1944 között, tábori lelkész is volt. A negyvenes évek elején Puskás Lajos mellett ő volt a legjelentősebb erdélyi cserkészvezető. 1943-ban megnősült, Czira Klára védőnőt vette feleségül, akitől később hat gyermeke született. Ugyanebben az évben főhadnagyi rangban tábori lelkészként a frontra vezényelték. 1944 októberében Nagybányán szovjet fogságba került. A fogságot egy Észtország melletti fogolytáborban töltötte, ahol megtanult oroszul. Innen 1948-ban szabadult, de hazájába visszatérve letartóztatások sorozata várt rá.

## A szocializmus éveiben
Első letartóztatására nem sokkal a szovjet hadifogságból való hazatérése (1948 nyara) után került sor. Akkor azzal vádolták, hogy barátaival újjá akarta szervezni a „fasiszta” cserkészmozgalmat. A vizsgálati fogságból szabadulva, 1949. május. 1-jétől a Kolozsvári Protestáns Teológiai Intézet (1948-ig: Református Theologiai Fakultás) tanára lett, tantárgya az „Orosz nyelv és az orosz ortodox egyház története”. Ebben az évben fogadták el „summa cum laude” minősítéssel „Az ortodox teológiai nevelés története és fejlődése az új orosz egyházban” címmel írt doktori disszertációját. 1951. július 3-án, a korábbi vádat felújítva, ismét letartóztatták, s a kolozsvári Katonai Bíróság december 7-én lázítás vádjával 6 hónapra ítélte (épp annyira, amennyit megelőzően vizsgálati fogságban töltött). Szabadulása után, 1952 áprilisában visszatérhetett a Teológiára. Harmadszor 1953. január 30-án tartóztatták le, ekkor közel egy évet töltött börtönben: 1954. február elején tért vissza a Teológiára, ahol 1955-ig helyettes tanárként, majd 1957-ig meghívott rendes tanárként tanított.
1957-ben, a magyarországi ’56-os eseményekkel kapcsolatban rendezett kirakatperek egyikével, az úgynevezett Dobai-perrel kapcsolatban fogták le ismét. A Macskási Pál hadbíró ezredes által elnökölt kolozsvári katonai bíróság Dobri Jánost az 1957. november 5-én hozott, 1795/1957. számú ítéletével, szervezkedés és a magyar forradalom napjaiban megjelent sajtótermékek terjesztése vádjával, 6 évi börtönbüntetésre, teljes vagyonelkobzásra, valamint 3 évi jogfosztásra ítélte. Büntetésének nagy részét a Duna-delta kegyetlen munkatáboraiban, kisebb részét pedig a szamosújvári börtönben kellett töltenie, ahol közel ötven különböző vallású lelkésszel volt egy cellába bezárva. A hosszú börtönévek alatt, bár számosan nem mertek érintkezni a Dobri-családdal, mégis sok segítője akadt az apa nélkül maradt népes családnak. Dobri János 1963. február 2-án szabadult Szamosújvárról.
A hatgyermekes családapát nem vették vissza tanári állásába, ezért eleinte a kolozsvári postánál dolgozott, majd a Chimica (ma Napochim) vegyipari gyárban fizikai munkával tartotta el családját. 1965-ben kapott újra egyházi állást: ekkor lett a Kolozsvári Református Egyházmegye esperesi hivatalának titkára. Titkári munkája mellett gyakran végzett lelkészi szolgálatot is.
1969-ben hívta meg lelkésznek a kis létszámú kolozsvári kerekdombi gyülekezet, ahol akkoriban az istentiszteletet a háborúban épült egykori katonai barakkban tartották. Dobri János ezért első és legfontosabb feladatának a templomépítést tekintette. Az első tervrajzok már 1969-ben elkészültek, de a román állam csak hét évnyi kilincselés után, 1977-ben adta meg az engedélyt az építkezésre. 1980-ra készült el Finta József és Nagy László tervei alapján az új, korszerű templom, melynek létrejöttében a helyi hívek áldozatkészsége és kétkezi munkája mellett komoly szerepe jutott a holland, svájci, német és magyarországi adományoknak. Dobri János külföldi kapcsolatai nem csupán a templom építését segítették: lelkésztársai segítségével, az általuk összeállított rászorultak névsora alapján nagyon sok erdélyi család jutott ínséges időkben segélycsomagokhoz és keresztény könyvekhez, bibliákhoz, többnyire Hollandiából. – Dobri János másfél évtizeden át, egészen nyugdíjazásáig (1985. október 31.) töltötte be a Kolozsvár-kerekdombi lelkészi állást.
A román titkosrendőrség, a Securitate a későbbi időkben is folytatta megfigyelését. A róla szóló megfigyelési dossziék kétezer oldalt tartalmaznak. – 1989 novemberében egyik aláírója volt az erdélyi református és katolikus lelkipásztorok közös állásfoglalásának, melyben szolidaritásukat fejezték ki az üldözött lelkipásztor, Tőkés László mellett.
1990-ben hunyt el Kolozsvárott. Sírját a házsongárdi temető őrzi.